# MBW Calibration
MBW Calibration Ltd.（エムビーダブリューカリブレーション）は、スイスのウェッティンゲンに本社を置く企業であり、高精度な鏡面冷却式露点計を開発・製造している。
世界主要各国で、MBW社の露点計が湿度の国家標準器として採用されており、鏡面冷却式露点計の開発・製造において、世界的なリーダーである。
またMBW社は、世界で初めてSF6ガスを大気中に放出させないSF6ガス分析器を開発・製造している。

## 概要
MBW Calibration Ltd.は、1962年にアーサー・ムターがパートナーのジョセフ・ブレスとともに繊維試験機の製造会社として設立。
チューリッヒのロスチャイルド社で織物繊維の張力を測定していた。その後、ギアポンプメーカーのマーグ社が顧客となり、
ギヤホイールの耐摩耗性を高める新しいプロセスで、炉内の水蒸気量を測定する必要があった。
そこで湿度を測るために露点鏡の原理を選び、創業から3年後の1965年に第1世代の鏡面冷却式露点計を製造した。

50年以上経った現在も、最高の性能・安定性・再現性を備えた鏡面冷却式露点計を提供しており
MBW社の露点計は、世界的な規格や認定機関のほか、ほぼすべての国際的な試験所間の測定標準を比較する仲介機器として使用されている。

その他に、熱処理・燃料電池・高圧スイッチギア・気象学・圧縮空気などさまざまな産業分野で使用されている。

また、MBW社は湿度と温度の校正において、スイスの認定機関であるISO/IEC 17025の認定を受けた校正ラボを運営している（SCS 0125）。
同様に、ドイツのフェルバッハにあるMBW Calibration GmbHは、DIN EN ISO/IEC 17025に基づいて
ドイツ認定機関（DAkkS）の認定を受けた湿度と温度の校正ラボ（D-K-21411-01）を運営している。

さらにMBW社は、米国の姉妹会社RH Systems社と共同で、SF6を凝縮させて温度と圧力を測定する「凝縮法」による
SF6純度測定器を世界で初めて開発し、最も精密で信頼性の高いSF6純度測定法を実現した。

測定中にガスが大気中に放出されないようにするために、世界で初めてSF6回収・ポンプバックシステムを導入した。

### 事業内容
- 鏡面冷却式露点計の開発・製造
- SF6 ガス分析器、温度測定器の開発・製造
- 校正および生産システム用の湿度発生装置の製造

### 品質マネジメント認証
- ISO9001
- ISO/IEC 17025
- DAkkS

### 環境マネジメント認証
- RoHS指令　１０物質対応

## MBW社製露点計を国家標準として採用する主な機関
- アメリカ　NIST
- イギリス　NPL
- ドイツ　PTB
- スペイン　INTA
- フランス　CETIAT
- スイス　METAS
- フィンランド　SFS
- オランダ　NMI
- シンガポール　SPRING
- イタリア　INRiM
- 日本　NMIJ（産業総合研究所　計量標準センター）

## 主な市場
- 熱処理
- 燃料電池
- 高圧スイッチギア
- 気象学
- 圧縮空気
- バッテリー製造

## 主な製品カテゴリー
- 鏡面冷却式露点計
- SF6ガス分析計
- 温度測定器
- 湿度発生装置

## 沿革
- 1962年　アーサー・ムターとジョセフ・ブレスが「ムター＆ブレス・ウェッティンゲン」（MBW）社を設立
- 1965年　第一世代の鏡面冷却式露点計を製造
- 1969年　民間の有限会社となる
- 1960年代～1970年代　製品範囲と能力を拡大し、輸出市場にも進出
- 1980年代～1990年代　国際的な評価により、世界中の国立計量研究所（NMI）の標準機として定着し、多くの機器が30年以上にわたって使用されている。
- 1999年　アメリカのRH Systems社との提携により373露点湿度計を発表
- 2005年　世界初のSF6ガス分析器　973-SF6 を発表
- 2015年　スイスの湿度校正指定機関に認定
- 2018年　ドイツのフエルバッハにMBW Calibration GmbHを設立
- 2020年　ドイツDAkkS認定
- 2020年　Process Insights社のグループ会社となる